# Râul Bazna
Râul Bazna este un curs de apă, afluent al râului Tătârlaua. 